# シャダーカイ
シャダーカイ(Shadar-kai)は、テーブルトークRPG『ダンジョンズ&ドラゴンズ』（D&D）に登場する架空の種族である。彼らは初めて登場したD&D第3.5版ではシャドゥ・フェイ(Shadow Fey／影の妖精)の異名を持った、闇と影に生きる冷酷非情な妖精であったが、D&D第4版になって再デザインされ、死神レイヴン・クイーンを崇める影の人間種族となった。

## 掲載の経緯
シャダーカイはD&D第3.5版にて改訂された『Fiend Folio』(2003、未訳)が初登場である。『ドラゴン』337号(2005年11月)では“シャダーカイの生態”特集が組まれた。
D&D第4版では、『モンスター・マニュアル』(2008)、『モンスター・マニュアルⅡ』(2009)に以下の個体が登場している。次元界の設定が変更された第4版では、シャダーカイはフェイ(妖精)からヒューマン(人間)へと設定の変更がされた。
- シャダーカイの鎖戦士／Shadar-kai Chainfighter　(MM1)
- シャダーカイの“宵闇の剣士”／Shadar-kai Gloomblade　(MM1)
- シャダーカイの魔女／Shadar-kai Witch　(MM1)
- シャダーカイの戦士／Shadar-kai Warrior　(MM1)
- シャダーカイの“黒き魂”／Shadar-Kai Blacksoul　(MM2)
- シャダーカイの“暁の殺し屋”／Shadar-Kai Dawnkiller　(MM2)
- シャダーカイの“宵闇の司”／Shadar-Kai Gloom Lord　(MM2)
- シャダーカイの“苦痛をもたらす者”／Shadar-Kai Painbearer　(MM2)

『ドラゴン』372号(2009年2月)ではクリス・シムスによる“Playing Shadar-kai”特集が組まれ、プレイヤー用種族として紹介された。この記事は選集『Dragon Magazine Annual』(2009、邦題『ドラゴン・マガジン年鑑』)に再掲載された。
D&D第5版では『Mordenkainen's Tome of Foes』(2018、邦題『モルデンカイネンの敵対者大全』、以下MTF)にエルフの亜種族として紹介されている。また、以下の個体がモンスターとして登場している。
- グルーム・ウィーバー／Gloom Weaber
- シャドウ・ダンサー／Shadow Dancer
- ソウル・モンガー／Soul Monger

## 肉体的な特徴
シャダーカイはD&Dの人間とほぼ変わらない外見をしている。身長は3.5版の『Fiend Folio』では平均的な人間よりも若干高く、第4版の同誌372号ではシャドウフェルの影響でこのゲームにおける人間よりも若干低く、5フィート7インチ(約170cm)〜6フィート(約183cm)ほど。体重は人間よりも10ポンド(約4.5kg)ほど少なく、110〜170ポンド(約50〜70kg)とほっそりとしている。
シャダーカイの肌はアラバスターとダーク・グレイの間の精彩がない色をしており、髪の色はくすんだ鳶色から濡烏色で、目の色は黒色である。
シャダーカイの影は感情によってゆらめくように見える。彼らが怒りを覚えた時、その影は相手に掴みかかるように伸びたり、より一層どす黒くなる。
シャダーカイは暗色のゆったりした衣服を好み、装飾も凝っているが目立たない拵えである。髪の毛は長く伸ばしたりすることもあれば、短く刈り込んだり、ドレッドロックスのように複雑に編み込んだりもする。シャダーカイの身体には入れ墨やピアス、そして自ら、もしくは仲間がつけた傷跡がたくさん刻まれている。
第5版でのシャダーカイはこのまでの版の姿に加え、エルフの若々しさが消え、老人のように皺で覆われた姿としている。彼らは若さが失われたことを思い出させる鏡を嫌い、仮面や被り物などで顔を隠そうとする。シャドウフェルの外に出れば肉体は若者らしさを取り戻すが、青白い肌だけはそのままである。

## シャダーカイの歴史
シャダーカイは3.5版では影界に魂を捕らわれたフェイであり、第4版、そして第5版では死神レイヴン・クイーンに従ってシャドウフェルに降った人間もしくはエルフたちである。
第3.5版『Fiend Folio』及び『ドラゴン』337号の設定では、シャダーカイはかつて妖精たちとともに物質界に暮らしており、その頃から影界の力と影響を受けていた。だが、最も強大なシャダーカイの術士が他の劣等な種族によって自然が荒らされるという予見をし、対抗するにも力や知恵では抵抗しきれないことを悟ったシャダーカイたちは影界の秘術を以て世界を変えようとした。その秘術は影界の力を世界に呼び込み、世界をシャダーカイに有益な宵闇に包もうというもので、百人もの魔術師が儀式を執り行った。

だが、その儀式は影界に潜入した名もなき英雄たちの手によって阻止され、影界の力によってすべてのシャダーカイの魂に影界の魔力が入り込んでしまった。以来、シャダーカイは絶えず意識を働かせていないと、その魂が徐々に影界へと抜けていってしまうという呪いを受けた。この呪いはその後もすべてのシャダーカイを呪縛しており、その痛みが他の種族には理解できないという憤りは彼らをより残虐な性質へと歪ませていった。
第4版準拠の『ドラゴン』372号では、ヒューマンとなったシャダーカイの新たな起源が紹介されている。
シャダーカイはかつて物質界に暮らす一部族であったが、第3版で悪の死神として君臨していたネルル(Nerull)による死後の魂の虐待に怯えていた。だが、第4版になってネルルがレイヴン・クイーンによって斃され、彼女が神として君臨した際にシャダーカイは下僕として仕える代わりに、エラドリンにも勝る長命と強い精神力を授かった。シャダーカイ族はシャドウフェルにある女王の領地へと移住し、やがてシャドウフェルの影響によって別の種族へと変質し、シャダーカイの名は種族の名となった。
1つの種族の中に、数種の細かい亜種族が規定された第5版では、シャダーカイはエルフに属する亜種族となった。MTFではそれを受けて、新しい成り立ちが設定されている。
第5版におけるシャダーカイはかつてエルフの女王であったレイヴン・クイーンが、エルフの主神・コアロンとドラウの主神・ロルフとの果てなき争いを調停すべく神性を得ようとした際、女王を支持したエルフを起源としている。だが、その試みは邪悪な魔術師たちの横槍で阻止され、女王はシャダーカイもろともシャドウフェルにに引きずり込まれていった。死した女王は残された記憶から分身たるレイヴン・クイーンとなり、その従僕たるシャダーカイはシャドウフェルにに適応した陰鬱な種族となった。一方、邪悪な魔術師たちは女王の呪いを受け、醜いナグパとなった。

## 社会(3.5版)
シャダーカイは世界を宵闇に包むという過激な手段で自然をねじ曲げようとした経緯から、多くの妖精に嫌われている。彼らの属性は“中立にして悪”である。
影界を本拠とするシャダーカイは人間や他の知的種族の都市に、50人以下の小グループごとに隠れて生活している。彼らはスパイ、暗殺者、そして影の魔術師であり、影の呪縛から逃れる手段を探していて、遭遇した者は誰彼問わず始末する。物質界における数少ないシャダーカイの都市は幻術と影の魔法によって保護されており、シャダーカイの斥候とシャドゥ・マスティフが警護をしている。影界にあるシャダーカイの本拠は荒涼としており、最大のものでも人口はまばらである。
シャダーカイは影界の陰鬱さに抗するためか、残忍なまでに過激な性格である。互いに、あるいはパーティで刺青を彫り、ピアスを通し、そして自傷行為をなすことで親睦を深める。そして自らを影界に縛りつけた新しき種族や、自らを蔑むほかの妖精たちに激しく逆恨みしており、彼らへの陰惨な復讐に燃えている。彼らは戦闘ではスパイクド・チェーン(棘付きの鉄鎖)を愛用し、相手をいたぶることに悦びを感じている。
シャダーカイは他の邪悪な妖精と同盟を組むことがある。中でも残忍な殺人鬼であるレッドキャップは喜んでシャダーカイに手を貸し、共に血生臭い惨劇を企てようとする。逆に、同じように影界と結びつきが強く、共通点が多いダーク・ワンとは犬猿の仲であり、互いに激しい憎悪をぶつけ合っている。また、シャドウ・マスティフやシャドウ・アスプ(影界由来のヘビ)といった影界由来のモンスターを飼い慣らしている。
シャダーカイは俊敏な種族で、隠れ身もお手の物である。彼らは相手を待ち伏せ、不意打ちをかけることを得意としている。また、シャダーカイの指導者は強力な魔術師であり、影界の秘術や幻術を駆使する。

### 影纏い
シャダーカイは日光もしくは照明の魔法に照らされていない環境下で、その身に影を纏わせて、完全な隠れ身をすることができる。

### 影の呪い
すべてのシャダーカイは影界に魂を呪縛されており、意識を保っていないと影界へと魂が抜けて行ってしまう。シャダーカイが驚かされたり、気絶したり、あるいは睡眠を除いて心神喪失状態に陥った時、彼らは精神力を保つセーヴィング・スローを行わなくてはならない。この判定に失敗する度に、シャダーカイは魂の一部を影界に吸い取られ弱体化すると同時に、激しい鬱に見舞われる。何度も魂を抜き取られると、彼らは魔法による復活ができない身体になる。影界に戻れば魂が回復するので、士気の落ち込んだシャダーカイは影界へと退散してしまう。

### ギャル・レーラン
ギャル・レーラン(Gal-Ralan)は妖精たちが嫌う“冷たい鉄”によって作られた籠手である。この籠手には内側に針が仕込まれており、装着者を内側から傷つける。シャダーカイはこの自傷をもたらす籠手を身につけ、精神の緊張を保っている。この籠手は強い精神力を養い、各種の抵抗ロールにボーナスを与える。ただし、その籠手を外してしまうと即座にセーヴィング・スローをしなくてはならない。

### ブラックストーン・ルーン
シャダーカイは緊急脱出用にブラックストーン・ルーン(Blackstone Rune)と呼ばれる魔法の石を携帯している。この石は物質界と影界を行き来することを可能とする。

### ナイト・エクストラクト
ナイト・エクストラクト(Night Extract)と呼ばれる小さな小瓶に入った液体は、撒き散らされると周囲20フィートほどを宵闇の空間へと変えてしまう。この宵闇の空間では松明やランタンなど自然の灯光器具による灯りは遮断される。暗視もしくはそれに準じた視覚を持った者はこの空間の中で有利に動ける。同時に、隠れ身をする際にも有利である。この効果は10分ほど続く。

## 社会(第4版)
第4版でのシャダーカイは、シャドウフェルの陰鬱に飲み込まれることを拒み、極端で波乱に満ちた人生を追い求める過激な種族である。レイヴン・クイーンに忠節を誓った際に長命を授かったシャダーカイだが、シャドウフェルの陰鬱な空気は一族を徐々に無気力へと陥れ、それに屈した者たちは次々と消失していった。この無気力感に抗するため、命知らずの冒険に身を投じ、心身を極限に追い込むことがシャダーカイの伝統となった。彼らは感情を昂ぶらせ、危険の中で受ける苦痛ですら生の実感を得る行為として尊んでいる。逆に安寧や保身の精神は彼らの蔑む所である。

同時に彼らはレイヴン・クイーンの哲学を実践する者たちであり、死は自然のあるべき姿と考える運命論者である。死に瀕した者に憐れみを感じることはなく、また己の死も顧みない。一族の魔女が告げる託宣に従い、強大な定命の怪物や英雄を仕留めたり、王国を転覆させたりする。
第4版になって、3.5版では大敵同士だったダーク・ワンとは関係が好転している。彼らは第4版ではスプリガンと改名し、フェイワイルド起源になり接点がなくなったレッドキャップの位置を継承している。また、強大なシャダーカイはナイトメアを乗騎としている。

### 烏騒
シャダーカイの居住地はシャドウフェルのどこにでも存在する。彼らの都市や街は命知らずの者たちばかりが住む荒んだ所だが、彼らにとって他の世界ではいかなる闇の世界であろうとも似ても似つかぬものである。シャダーカイは他の次元界へしばしば富と栄光を求めて旅に出るが、望郷の念が尽きることはなく、折を見て帰郷する。そして彼らは故郷で、彼らが“烏騒”(Crowring)と呼んでいる自慢話に花を咲かせる。

何かの祝祭があると、シャダーカイたちは“烏騒会”(Crowing moots)と呼ばれる自慢話大会を催す。そこで個々のシャダーカイは自らの技量と功績を多分に誇張し、大言壮語の限りを尽くして自慢しあう。自慢対決は話術の巧みさや詩的なセンスの良さに重点が置かれ、話が真実かどうかは重要ではない。自慢対決がエキサイトして決闘になることもままある。そうして、勝者となった者には記念の入れ墨など目に見える形での褒賞が与えられる。
シャダーカイの中にはこの烏騒の達人となり、その話術を以て相手に精神攻撃をしかけるドゥーム・スピーカー(Doom Speaker)なる者たちがいる。シャダーカイのPCはレベルが11になった際に選択できる“伝説の道”でドゥーム・スピーカーになることができる。

### シャドウ・ジョーント
第4版になり、シャダーカイは特殊能力として、影に溶け込み瞬間移動を行うシャドウ・ジョーント(Shadow Jount)の能力を有するようになった。モンスターとして登場するすべてのシャダーカイがこの能力を持っており、『ドラゴン』372号でプレイヤー用種族として設定されたシャダーカイにも備わっている。なお、この能力は第4版『モンスター・マニュアル』および『ドラゴンマガジン年鑑』では“飛影”(とびかげ)と訳されたが、『モンスター・マニュアルⅡ』では“影渡り”と訳された。

## 社会(第5版)
第5版でのシャダーカイはシャドウフェルにて死神に等しい存在となったレイヴン・クイーンの従僕である。コアロン、ロルス両神から大逆と見なされ、物質界から追放された女王とシャダーカイの存在は長らく（MTFの設定が発表されるまでは）忘れられた存在だった。今でもシャドウフェルから帰還した冒険者たちの間でのみ知られている。
記憶の集合体であるレイヴン・クイーンは死者の魂が持つ記憶や形見の品に興味を示し、記憶城と呼ばれる居城に収集している。なぜ記憶を収集しているのかは謎だが、シャダーカイは女王の望みを叶えようと探索を続けては悲劇の記憶を収集している。自らは死しても再び女王の元に転生するものと信じているシャダーカイは死を恐れない。女王は使いの大鴉を派遣し、シャダーカイを悲劇の現場へと導いていく。
膨大な死者の記憶を有している女王だが、第5版では最強のリッチとして君臨するヴェグナがその権力と知識を欲し、彼女への飽くなき闘争を仕掛けて続けている。

## 宗教(第4版)
シャダーカイはレイヴン・クイーンの戒律を社会的伝統として受け入れているが、個々のシャダーカイは個人の考えに従って多種多様な神々を信仰している。レイヴン・クイーンの方も自らの戒律を受け入れているシャダーカイにとやかく言うことはしない。極端な性格のシャダーカイだが、信ずる神々は善悪に偏らない中立的な神々が好まれている。善の神よりは悪の神に魅力を感じる者の方が多いが、邪神を崇める場合、向こう見ずな同族が自らの大胆さを示すために神殿に襲撃をかけてくる危険がある。レイヴン・クイーンの大敵であり、あらゆる要素でクイーンの信条に反している、アンデッドの支配者にしてデーモン・プリンスたるオルクスはシャダーカイの怨敵であり、崇拝する者はいない。

## D&D世界でのシャダーカイ

### フォーゴトン・レルムでのシャダーカイ
第4版フォーゴトン・レルムにおいてシャダーカイは、フェイルーン北部に再興した専制国家・ネザリルに縁の深い種族となっている。かつてネザリルに君臨した魔術師たちは帝国崩壊とともに影界(第4版ではシャドゥフェル)に逃れ、影の種族たるシェイドへと変化していったが、同じように影界に逃れた民の中から影界の影響でシェイドに近しい種族が誕生した。影の女神シャアの司祭にて、シェイド・プリンス(シェイドの支配者)の1人、プリンス・リヴァレンは彼らを奇蹟と讃え、彼らにシャダーカイと名付けた。
現在、ネザリルにおいてシャダーカイは3世代以上続いている特権階級であり、フェイルーンを再びネザリルの支配下に置こうと各地で暗躍している。ネザリルのシャダーカイはおおむね悪の女神たるシャアを信仰しており、いずれは自らもシェイドになることを望んでいる。

だが、すべてのシャダーカイがネザリルに心酔しているわけではなく、ネザリルを抜け出し独自の道を歩んでいる者も多い。